# レオポルト5世 (オーストリア公)

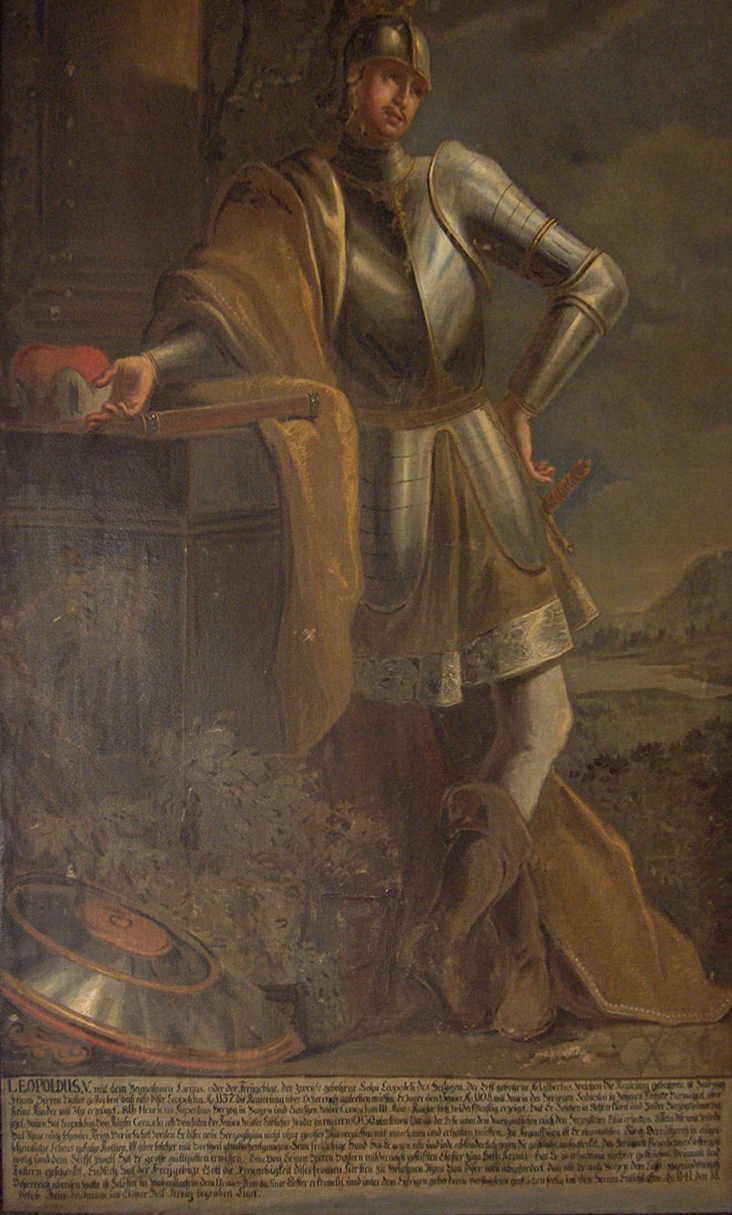
有徳公レオポルト5世

レオポルト5世（Leopold V., 1157年 - 1194年12月31日）は、バーベンベルク家の第2代オーストリア公（在位：1177年 - 1194年）。有徳公（der Tugendhafte）と呼ばれた。ハインリヒ2世と妃テオドラ・コムネナの子。

## 生涯
第3回十字軍において、フリードリヒ1世率いる神聖ローマ皇帝軍に従軍した。フリードリヒ1世が行軍途上で溺死したため、残りの軍勢を率いてフランス軍、イングランド軍とともにアッコン攻略に参加、征服後に自身の功績を示すためにフランス王、イングランド王の軍旗に続いて自らの軍旗を掲げたが、その軍旗をイングランド王リチャード1世に引き摺り下ろされたため、リチャード1世に対して恨みを抱くようになった。
この十字軍参加の折、敵の返り血を浴びて全身赤く染まったが、ベルトの部分だけは白く残ったという伝説が、上から赤・白・赤のオーストリアの国旗のデザインになったと言われているが、実際にこのデザインが紋章として用いられるようになったのは、レオポルト5世の孫フリードリヒ2世からである。
前述の経緯があって、第3回十字軍終了後にイングランドに帰還しようとしていたリチャード1世が領内を通行した際に逮捕し、その身柄を神聖ローマ皇帝であったハインリヒ6世に引き渡した。そして、莫大な身代金を受け取ることでリチャード1世を釈放している。
しかしサラーフッディーン（サラディン）と並び「獅子心王」とまで称される英雄リチャード1世を逮捕したことは、ローマ教皇ケレスティヌス3世の怒りを買うことになり、レオポルト5世は破門されてしまった。そして1194年、落馬事故が原因であっけなく死去した。
遺体はハイリゲンクロイツ修道院の集会室に埋葬されている。1188年に彼がこの修道院にもたらした聖十字架は現存しており、1982年に専用のチャペルに安置されて以来一般にも公開されている。

## 子女
1172年、ハンガリー王ゲーザ2世の娘イロナと結婚、3人の子を儲けた。
- フリードリヒ1世（1175年 - 1198年）
- レオポルト6世（1176年 - 1230年）
- アグネス[6]